# N de Orleans
N de Orleans (París, 23 de agosto de 1777 - íb., 6 de febrero de 1782) fue una princesa francesa, hija de Luis Felipe II, duque de Orléans, después conocido como Felipe Igualdad.

## Biografía

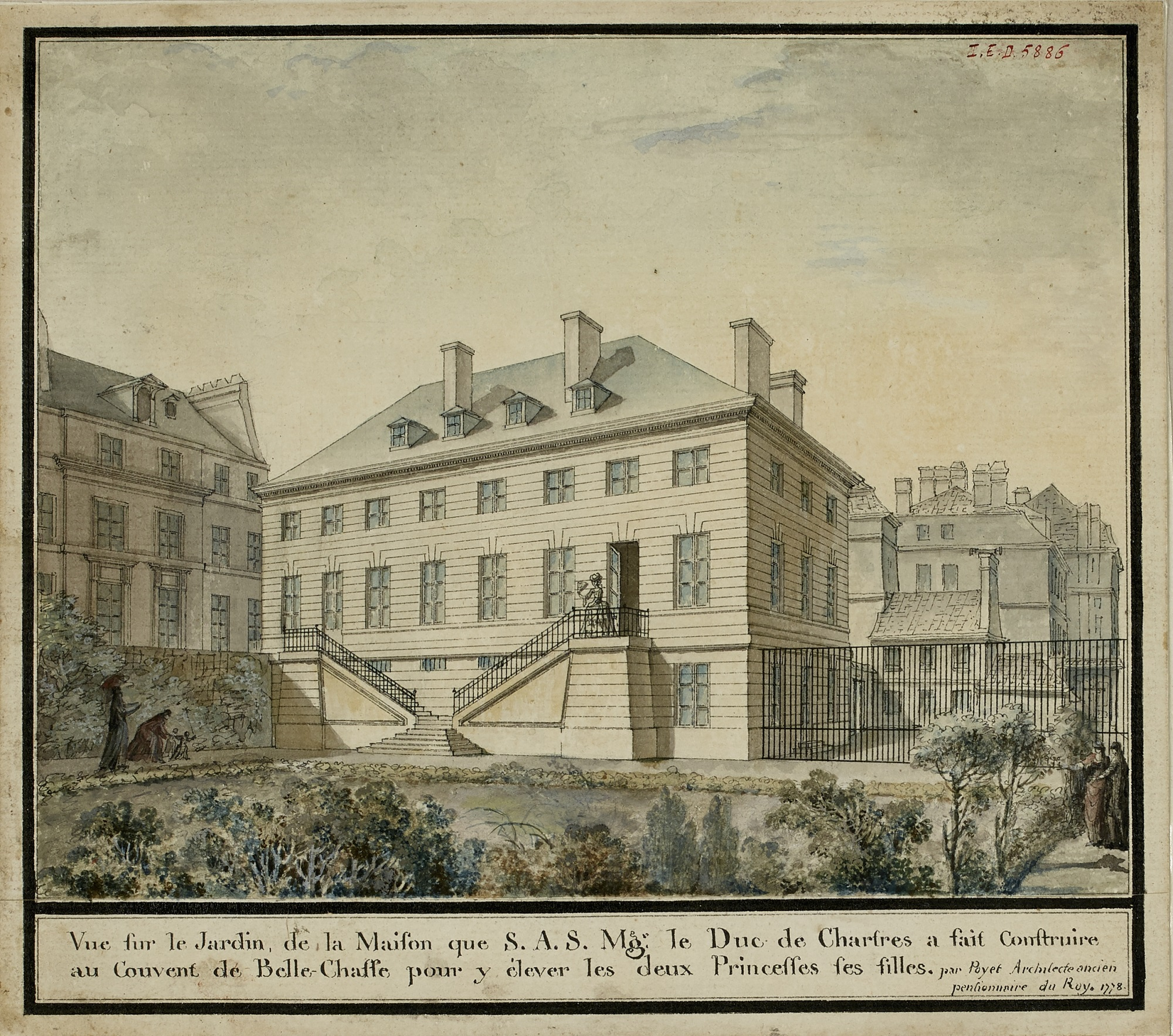
Vista del Pavillon de Chartres donde transcurrió la mayor parte de la vida de la princesa, junto con su hermana Mademoiselle de Chartres y su sous-gouvernante, Madame de Genlis. Se muestra a las princesas en la esquina inferior izquierda.

Fue fruto del matrimonio entre su padre (entonces duque de Chartres como hijo primogénito de Luis Felipe I, duque de Orléans (1729-1785))  y la princesa Luisa María Adelaida de Borbón, hija de Luis Juan María de Borbón, duque de Penthievre y nieto por vía ilegítima de Luis XIV de Francia. Su madre era conocida antes de su matrimonio como Mademoiselle de Penthièvre.
Tuvo una hermana gemela, Eugenia Adelaida Luisa (1773-1847).
Siguiendo la tradición de los príncipes franceses, y como su hermana, recibió en su nacimiento únicamente el agua de socorro (ondoyement) postergándose su bautismo hasta una mayor edad. Por este último motivo no recibió un nombre de pila siendo conocida como Mademoiselle d’Orléans, siendo la familiar más cercana soltera de su abuelo el duque de Orléans, en el momento de su nacimiento.
Su educación y la de su hermana fue encargada por su padre a Madame de Genlis (Felicité du Crest). Madame de Genlis era amante de su padre desde 1772. Hasta que Madame de Genlis pudo ocuparse, las princesas fueron atendidas por Madame de Rochambau.
Su padre mandó que las princesas se educaran en un edificio destinado para ser su residencia, el Pavillon de Chartres o de Bellechasse, en el terreno del Convento de damas canonesas del Santo Sepulcro. El edificio se finalizaría en 1778 y permitiría que las princesas se educase en un convento, como era habitual en la nobleza de la época pero guardando una cierta autonomía e independencia.
En este lugar, enfermó de sarampión, siendo cuidada por su madre mientras Madame de Genlis pasaba al castillo de Saint-Cloud con su hermana Adelaida. Tras una breve mejoría, se decidió trasladarla al Palais-Royal, residencia principal de su padre en París. Moriría en este último lugar el 6 de febrero de 1782.
Tras su muerte su hermana Adelaida sería conocida como Mademoiselle d’Orléans.
Fue enterrada en la capilla real del castillo de Dreux, en el momento de su construcción.